# Trofeo de la Agricultura
El Trofeo de la Agricultura (Trofeu de s'Agricultura en mallorquín) es un trofeo amistoso de verano que se disputa en el municipio español de La Puebla, isla de Mallorca, comunidad autónoma de Baleares, organizado por el equipo local, la Unión Deportiva Poblense, junto con el ayuntamiento.
El torneo comenzó en 1973 y se ha venido celebrando ininterrumpidamente. Durante las primeras ediciones el torneo se celebraba en el mes de julio, pero a medida que los clubes realizaban pretemporadas más largas y exigentes se fue trasladando al mes de agosto.

## Palmarés
| Año  | Edición | Campeón              | Subcampeón - Otros                  | Resultado     |
| ---- | ------- | -------------------- | ----------------------------------- | ------------- |
| 1973 | I       | UD Poblense          | CD Margaritense                     | 1-1 (pen)     |
| 1974 | II      | UD Poblense          | CD Atlético Baleares                | 1-1 (pen)     |
| 1975 | III     | CE Constància        | UD Poblense                         | 2-1           |
| 1976 | IV      | UD Poblense          | CD Murense                          | 4-1           |
| 1977 | V       | UD Poblense          | CD Atlético Baleares                | 1-1(pen)      |
| 1978 | VI      | CE Constància        | UD Poblense                         | 1-1 (pen)     |
| 1979 | VII     | UD Poblense          | FAR Rabat Club Deportivo Málaga     | triangular    |
| 1980 | VIII    | UD Poblense          | CD Murense                          | 2-0           |
| 1981 | IX      | RCD Mallorca         | UD Poblense CE Constància           | triangular    |
| 1982 | X       | RCD Mallorca         | UD Poblense Manacor                 | triangular    |
| 1983 | XI      | UD Poblense          | RCD Mallorca CD Murense             | triangular    |
| 1984 | XII     | RCD Mallorca         | UD Poblense CD Manacor              | triangular    |
| 1985 | XIII    | RCD Mallorca         | UD Poblense CD Manacor              | triangular    |
| 1986 | XIV     | UD Poblense          | RCD Mallorca B Elche Club de Fútbol | triangular    |
| 1987 | XV      | Hércules CF          | UD Poblense CD Atlético Baleares    | triangular    |
| 1988 | XVI     | RCD Mallorca         | UD Poblense                         | 5-1           |
| 1989 | XVII    | UD Poblense          | CD Atlético Baleares CE Manacor     | triangular    |
| 1990 | XVIII   | CE Cardassar         | UD Poblense                         | ?             |
| 1991 | XIX     | CE Manacor           | UD Poblense                         | 1-1 p         |
| 1992 | XX      | RCD Mallorca         | UD Poblense                         | 2-1           |
| 1993 | XXI     | UD Poblense          | RCD Mallorca Pollensa FC            | triangular    |
| 1994 | XXII    | RCD Mallorca         | UD Poblense Pollensa FC             | triangular    |
| 1995 | XXIII   | RCD Mallorca         | UD Poblense Club de Fútbol Sóller   | triangular    |
| 1996 | XXIV    | RCD Mallorca         | UD Poblense                         | 3-0           |
| 1997 | XXV     | UD Poblense          | Club de Fútbol Sóller               | 2-0           |
| 1998 | XXVI    | RCD Mallorca B       | UD Poblense                         | 3-1           |
| 1999 | XXVII   | RCD Mallorca         | UD Poblense                         | 3-0           |
| 2000 | XXVIII  | RCD Mallorca         | UD Poblense                         | 6-1           |
| 2001 | XXIX    | RCD Mallorca         | UD Poblense                         | 8-0           |
| 2002 | XXX     | RCD Mallorca         | UD Poblense                         | 6-0           |
| 2003 | XXXI    | RCD Mallorca         | UD Poblense Club Deportivo Alcoyano | triangular    |
| 2004 | XXXII   | UD Poblense          | RCD Mallorca                        | 1-1 (p)       |
| 2005 | XXXIII  | UD Poblense          | RCD Mallorca CD Binisalem           | triangular    |
| 2006 | XXXIV   | UE Alcúdia           | UD Poblense CE Binisalem            | triangular    |
| 2007 | XXXV    | CD Atlético Baleares | UD Poblense                         | 2-1           |
| 2008 | XXXVI   | CD Atlético Baleares | CD Atlético Baleares                | 4-0           |
| 2009 | XXXVII  | UD Poblense          | Club Deportivo Llosetense           | 2-1           |
| 2010 | XXXVIII | UD Poblense          | CD Atlético Baleares                | 1-1 (p)       |
| 2011 | XXXIX   | CD Atlético Baleares | UD Poblense RCD Mallorca B          | triangular    |
| 2012 | XL      | CE Binissalem        | UD Poblense RCD Mallorca B          | triangular    |
| 2013 | XLI     | RCD Mallorca         | UD Poblense                         | 5-2           |
| 2014 | XLII    | CD Atlético Baleares | UD Poblense                         | 2-1           |
| 2015 | XLIII   | RCD Mallorca         | UD Poblense                         | 2-1           |
| 2016 | XLIV    | RCD Mallorca         | UD Poblense                         | 4-1           |
| 2017 | XLV     | UD Poblense          | RCD Mallorca B                      | 1-0           |
| 2018 | XLVI    | RCD Mallorca         | UD Poblense                         | 2-1           |
| 2019 | XLVII   | UD Poblense          | RCD Mallorca                        | 2-0           |
| 2020 | XLVIII  | RCD Mallorca B       | UD Poblense                         | 3-3 (on pen.) |
| 2021 | XLIX    | RCD Mallorca         | UD Poblense                         | 1-0           |
| 2022 | L       | RCD Mallorca         | UD Poblense                         | 4-1           |
| 2023 | LI      | RCD Mallorca         | UD Poblense                         | 5-0           |
| 2024 | LII     | RCD Mallorca         | UD Poblense                         | 5-0           |

## Campeones
| Equipo               | Títulos | Ediciones |
| -------------------- | ------- | --- |
| RCD Mallorca         | 22      | 1981, 1982, 1984, 1985, 1988, 1992, 1994, 1995, 1996, 1999, 2000, 2001, 2002, 2003, 2013, 2015, 2016, 2018, 2021, 2022, 2023, 2024 |
| UD Poblense          | 17      | 1973, 1974, 1976, 1977, 1979, 1980, 1983, 1986, 1989, 1993, 1997, 2004, 2005, 2009, 2010, 2017, 2019                               |
| CD Atlético Baleares | 4       | 2007, 2008, 2011, 2014 |
| CE Constància        | 2       | 1975, 1978 |
| RCD Mallorca B       | 2       | 1998, 2020 |
| Hércules CF          | 1       | 1987 |
| CE Cardassar         | 1       | 1990 |
| CE Manacor           | 1       | 1991 |
| UD Alcudia           | 1       | 2006 |
| CD Binisalem         | 1       | 2012 |